# Museo Alejandro de Humbold de La Habana
Museo Alejandro de Humbold de La Habana, institución científica dedicada a la biología ubicada en La Habana, Cuba.  Lleva el nombre del insigne hombre de ciencia naturalista alemán (1769-1859).
Se sitúa en la Habana Vieja en una casa colonial con patio interior. En él se sitúan exposiciones botánicas fundamentalmente de helechos. Recientemente, como donación de México se recibió una réplica exacta de un esqueleto de Kritosaurus encontrada en un desierto.

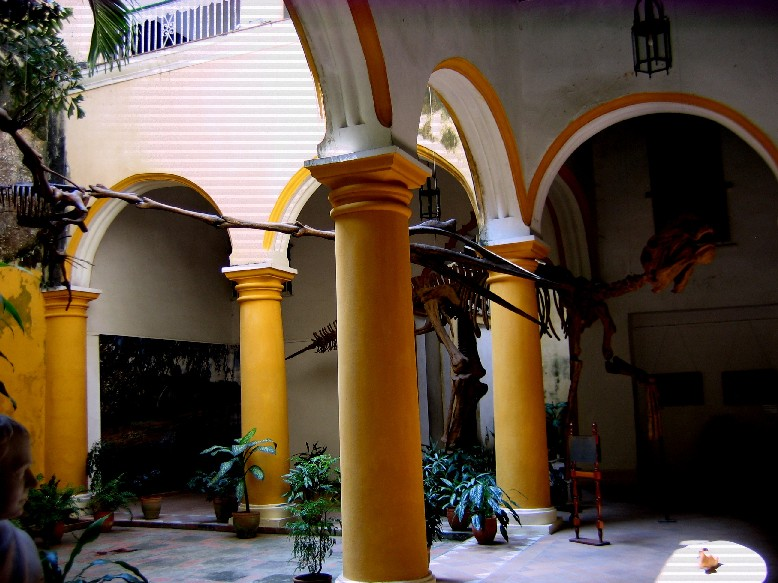
Exposiciones de dinosaurios donados por México en el salón central.

Recientemente llegaron al museo las piezas de un esqueleto de un enorme pterosaurio de 10m. Fue montado por los descubridores del fósil original. Además se llevaron restos fósiles de otros pterosaurios menores. Entre ellos el Muzquizopterix, en este caso se posee a su lado una reconstrucción del animal justo en el momento de su muerte. Debajo se exponen preciosos fósiles de otro reptil volador, el menor conocido.
En otros salones se muestran al público especies disecadas. Tales son primates, aves y reptiles. En los laterales del salón existen fotos históricas relacionadas con el sitio.
A la entrada se encuentra un telescopio antiguo en excelente estado de conservación.